# Larnod
Larnod – miejscowość i gmina we Francji, w regionie Burgundia-Franche-Comté, w departamencie Doubs.
Według danych na rok 1990 gminę zamieszkiwało 649 osób, a gęstość zaludnienia wynosiła 160 osób/km² (wśród 1786 gmin Franche-Comté Larnod plasuje się na 249. miejscu pod względem liczby ludności, natomiast pod względem powierzchni na miejscu 880.).